# Nanos viridissimus
Nanos viridissimus là một loài bọ cánh cứng trong họ Bọ hung (Scarabaeidae).